# Сейши
Се́йши (фр. Seiche) — стоячие волны, возникающие в замкнутых или частично замкнутых водоёмах. Сейши являются результатом резонансных явлений в водоёме при интерференции волн, отражённых от границ водоёма. Причиной возникновения сейшей является воздействие внешних сил — изменение атмосферного давления, ветер, сейсмические явления. Сейши характеризуются большим периодом (от нескольких минут до десятков часов) и большой амплитудой (от единиц миллиметров до нескольких метров).
Термин введён в 1890 г. швейцарским естествоиспытателем Франсуа-Альфонсом Форелем, осуществившим первое научное наблюдение данного явления на Женевском озере в Швейцарии. Амплитуда сейш на этом озере достигает 2 м с периодом более 1 ч; в Алжирской бухте регистрировались сейши с амплитудой до 1 м и периодом немногим более 1 мин, в Азовском море период наблюдавшихся сейшей составлял до 23 ч. амплитуда — 10—25 см.
Сейши, вместе с приливами и сгонно-нагонными явлениями, являются причиной изменений уровня воды в водоёмах.